# Pauluci Anafest
Pauluci Anafest (vènet: Paulùsio Anafesto; llatí: Paulucius Anafestus) va ser el primer dux de Venècia. 
Era que va ser escollit el 697 com a governant de les maresmes que envoltaven Venècia, per posar fi als conflictes entre els diversos tribuns que fins al moment havien governat les diverses parts, i per coordinar la defensa contra els llombards i els eslaus que estaven a prop dels assentaments. A finals segle VII la província de la Venezia marittima del'Imperi Romà d'Orient per les pressions del Regne Longobard va quedar reduïda a la regió de la Llacuna de Venècia, protegida per la seva posició geogràfica específica i pel suport marítim de la poderosa flota bizantina. La distància de Bizanci i algunes disputes polítiques a causa de la Qüestió dels Tres Capítols van provocar inicialment el naixement de dues faccions a Venècia que lluitaven entre si, alineades amb els llombards o els bizantins i l'establiment del ducat de Venècia amb les ciutats de la Llacuna de Venècia, governada per un duc elegit pels seus pars de la classe dirigent de la ciutat. Segons la tradició l'any 697 Pauluci Anafest un noble d'Heraclea, llavors la ciutat més important de la regió, fou nomenat primer Dux de Venècia.